# بروس دريسكول
بروس دريسكول (بالإنجليزية: Bruce Driscoll)‏ هو منتج أسطوانات وعازف قيثارة ومهندس ومهندس الصوت وملحن أمريكي، ولد في 13 يونيو 1983 في غراند رابيدز في الولايات المتحدة.

## وصلات خارجية
- بروس دريسكول على موقع IMDb (الإنجليزية)
- بروس دريسكول على موقع ميوزك برينز (الإنجليزية)
- بروس دريسكول على موقع ديسكوغز (الإنجليزية)